# Pomnik upamiętniający narodziny Zygmunta I Starego w Kozienicach
Pomnik upamiętniający narodziny Zygmunta I Starego w Kozienicach został wystawiony w latach 1527–1535 w miejscu, w którym według przekazów znajdował się w XV w. dwór królewski. W 1702 został on odbudowany z fundacji Hieronima Lubomirskiego, podskarbiego wielkiego koronnego i tenutariusza kozienickiego.
Pomnik ma formę czworobocznego filara z cokołem, wspierającego belkowanie i zwieńczony jest nadstawą z krzyżem. We fryz belkowania wmurowane są cztery tablice z inskrypcjami w języku łacińskim, pochodzące z XVI w. Na dwóch z nich powtórzony jest epigramat powstały ok. 1518, autorstwa ówczesnego poety dworskiego, Andrzeja Krzyckiego. Na pozostałych dwóch znajdują się: wizerunek króla adorującego ukrzyżowanego Chrystusa z tekstem Psalmu XX oraz wizerunek Matki Boskiej z Dzieciątkiem wraz z tekstem hymnu św. Andrzeja Kreteńskiego. W dolnej części ściany południowo-wschodniej umieszczono tablicę inskrypcyjną upamiętniającą odbudowę pomnika w 1702 z inicjatywy Hieronima Lubomirskiego.
Pomnik jest najstarszym świeckim pomnikiem w Polsce.